# 勝亦千城
勝亦 干城（かつまた たてき、1892年〈明治25年〉5月26日 - 1953年〈昭和28年〉6月12日）は、昭和時代の政治家。漁業家。実業家。静岡県沼津市長。

## 経歴
静岡県出身。県立沼津中学校を経て、1916年（大正5年）明治大学商科卒業。
歩兵第18連隊へ一年志願兵として入隊し、陸軍三等主計に進んだ。千本浜で定置網漁を営む傍ら、1939年（昭和14年）9月に沼津市会議員に当選。1943年（昭和18年）9月には同議長に推挙された。ほか、駿東地方事務所参与、沼津漁業会長、静岡県水産業会副会長を歴任した。
1945年（昭和20年）11月、沼津市の最後の官選市長に就任。戦後の混乱期にあって復興部を設け庶務・土木・都市計画・建設・水道の5課を置き戦災復興を進めた。うち水道課は水道事業の事業認可申請に取り掛かったが、戦後の諸材料の入手困難のため工事は順延し、1950年（昭和25年）7月に初めて通水した。ほか、沼津市立沼津第一中学校を開校させ校長事務取扱を務めた。1946年（昭和21年）11月、退任した。その後は、沼津魚市場、沼津通運各社長を歴任した。